# Maureen Rever
Maureen Rever (Beverley Maureen Rever, verheiratete DuWors; * 21. Juli 1938 in Regina, Saskatchewan) ist eine ehemalige kanadische Sprinterin und Weitspringerin.
Bei den Olympischen Spielen 1956 in Melbourne schied sie über 100 m, 200 m und in der 4-mal-100-Meter-Staffel im Vorlauf aus.
1958 gewann sie bei den British Empire and Commonwealth Games in Cardiff Bronze mit der kanadischen 4-mal-110-Yards-Stafette.
Bei den Panamerikanischen Spielen 1959 in Canada holte sie mit der kanadischen 4-mal-100-Meter-Stafette ebenfalls Bronze und wurde Vierte im Weitsprung.
Zweimal wurde sie Kanadische Meisterin im Weitsprung (1957, 1958) und je einmal über 60 Yards (1955) und 100 Yards (1955).
1977 wurde sie in die Saskatchewan Sports Hall of Fame aufgenommen.

## Persönliche Bestzeiten
- 100 m: 12,0 s, 1956
- 220 Yards: 25,32 s, 1958